# Alonzo Bradley
Alonzo Bradley (Utica, 16 ottobre 1953) è un ex cestista statunitense, professionista nella NBA.

## Carriera
Venne selezionato dagli Indiana Pacers al secondo giro del Draft NBA 1977 (29ª scelta assoluta).